# جورج فرايدمان
جورج فرايدمان (بالفرنسية: Georges Friedmann)‏ هو عضو في المقاومة الفرنسية ‏ فرنسي، ولد في 13 مايو 1902 في الدائرة السادسة عشرة في باريس في فرنسا، وتوفي في 15 نوفمبر 1977 في باريس في فرنسا. يعد من الاباء المؤسيسين لسوسيولوجيا العمل(او ما يعرف بعلم اجتماع العمل )